# 48-я стрелковая дивизия
48-я стрелковая Ропшинская Краснознамённая дивизия имени М. И. Калинина — воинское соединение РККА в Великой Отечественной войне и в послевоенное время в СССР и в ЧССР.

## Довоенное время

### История
Сформирована как 1-я Тульская стрелковая дивизия, 26.02.1920 переименована в 48-ю стрелковую дивизию.
В сентябре 1939 года в Калининском военном округе на базе управления дивизии было развёрнуто управление стрелкового корпуса. На базе 141-го стрелкового полка дивизии в Калинине была развёрнута новая 48-я стрелковая дивизия, на базе 142-го стрелкового полка в Ржеве была развёрнута 138-я стрелковая дивизия, а на базе 143-го стрелкового полка в Опочке была развёрнута 155-я стрелковая дивизия.
Принимала участие в присоединении Латвии к СССР в июне 1940.

### Репрессии
Во второй половине 30-х по комсоставу дивизии был нанесён сильнейший удар. По обвинению в причастности к военному заговору, Военной коллегией Верховного суда в 1937—1938 годах были приговорены к высшей мере наказания: командир дивизии комбриг Д. М. Ковалёв, начальник политотдела полковой комиссар П. Г. Тихомиров, начальник штаба полковник Е. А. Станкевич, помощник комдива полковник В. А. Унгер; всего с января 35-го по август 37-го в дивизии были репрессированы 61 человек, а входивший в состав дивизии артполк (полковник М. И. Недосека) следователи НКВД назвали изменническим. В нём с 1936 года по май 1938 года репрессиям подверглись 25 человек.

#### 1941
В 1941 году дивизия дислоцировалась в Риге. В мае, в результате проверки командованием ПрибОВО выяснилось, что состояние дивизии «хуже, чем плохое», за что командиру дивизии был объявлен выговор. В мае и июне на оборонительных работах в районе Эржвилки были задействованы шесть стрелковых батальонов. Вечером 17 июня 1941 года оставшаяся часть дивизии численностью 4662 человека начинает переход на государственную границу по маршруту Рига, Митава, Шяуляй, Россиены.
Дивизию предполагалось к началу войны перебросить на левый фланг 8-й армии и увеличить фронт обороны левее 125-й стрелковой дивизии, которая прикрывала основное направление на Шяуляй, Таураге до реки Неман у города Юрбаркас. К вечеру 21 июня в районе Юрбаркаса успел развернуться отдельный разведывательный батальон.
См. также: Прибалтийская стратегическая оборонительная операция
В первый же день войны части дивизии на марше попали под сильнейший авианалёт, в результате которого понесла очень большие потери (немецкий историк В. Хаупт даже говорит о том, что дивизия оказалась полностью разгромлённой с воздуха). Сразу после авианалёта дивизия попала под удар немецких танковых соединений (6-й танковой дивизии 41-го моторизованного корпуса) в районе Эржвилкаса на подступах к Расейняй, и, выдержав только недолгий бой, потеряв в нём в общей сложности до 70 % личного состава, неорганизованно отошла к Расейняй. Тем самым обескровленная дивизия сдала Расейняй и что немаловажно — позволила захватить переправы через реку Дубиса севернее Расейняя.
23 июня 1941 года остатки дивизии участвуют в контрударе в районе Расейняй. После этого остатки дивизии весь конец июня и начало июля 1941 года отступали на север, к Даугаве. На 4 июля 1941 года дивизия насчитывала всего 1100 активных штыков и 35 орудий разных калибров. В конце концов, остатки дивизии, пополненные до половины штатного состава дивизии к 6 июля 1941 года заняли оборонительные рубежи по северному берегу реки Эмайыги (между Чудским озером) и озером Выртсъярв.
В июле 1941 года дивизия была практически полностью разгромлена в Эстонии(котёл 11-го ск под Муствеэ (Mustvee) вместе со 125-й сд) , отведена в Кингисепп, где в дивизию был влит 527-й стрелковый полк 118-й стрелковой дивизии
См. также: Ленинградская стратегическая оборонительная операция

#### 1941—1944
С конца 1941 года и по начало 1944 года дивизия вела оборону на Ораниенбаумском плацдарме и оттуда же дивизия в 1944 году перешла в наступление.

#### 1944
Красносельско-Ропшинская наступательная операция
Кингисеппско-Гдовская наступательная операция
Нарвская наступательная операция
Тартуская наступательная операция
Рижская наступательная операция

#### 1945
Курляндская наступательная операция

### Подчинение
| Дата       | Фронт (округ)                                  | Армия                         | Корпус                             |
| ---------- | ---------------------------------------------- | ----------------------------- | ---------------------------------- |
| 22.06.1941 | Северо-Западный фронт                          | 8-я армия                     | 10-й стрелковый корпус             |
| 01.07.1941 | Северо-Западный фронт                          | 8-я армия                     | 11-й стрелковый корпус             |
| 10.07.1941 | Северо-Западный фронт                          | 8-я армия                     | 11-й стрелковый корпус             |
| 01.08.1941 | Северный фронт                                 | 8-я армия                     | 11-й стрелковый корпус             |
| 01.09.1941 | Ленинградский фронт                            | 8-я армия                     | —                                  |
| 01.10.1941 | Ленинградский фронт                            | 8-я армия                     | —                                  |
| 01.11.1941 | Ленинградский фронт                            | Приморская оперативная группа | —                                  |
| 01.12.1941 | Ленинградский фронт                            | Приморская оперативная группа | —                                  |
| 01.01.1942 | Ленинградский фронт                            | Приморская оперативная группа | —                                  |
| 01.02.1942 | Ленинградский фронт                            | Приморская оперативная группа | —                                  |
| 01.03.1942 | Ленинградский фронт                            | Приморская оперативная группа | —                                  |
| 01.04.1942 | Ленинградский фронт                            | Приморская оперативная группа | —                                  |
| 01.05.1942 | Ленинградский фронт                            | Приморская оперативная группа | —                                  |
| 01.06.1942 | Ленинградский фронт                            | Приморская оперативная группа | —                                  |
| 01.07.1942 | Ленинградский фронт                            | Приморская оперативная группа | —                                  |
| 01.08.1942 | Ленинградский фронт                            | Приморская оперативная группа | —                                  |
| 01.09.1942 | Ленинградский фронт                            | Приморская оперативная группа | —                                  |
| 01.10.1942 | Ленинградский фронт                            | Приморская оперативная группа | —                                  |
| 01.11.1942 | Ленинградский фронт                            | Приморская оперативная группа | —                                  |
| 01.12.1942 | Ленинградский фронт                            | Приморская оперативная группа | —                                  |
| 01.01.1943 | Ленинградский фронт                            | Приморская оперативная группа | —                                  |
| 01.02.1943 | Ленинградский фронт                            | Приморская оперативная группа | —                                  |
| 01.03.1943 | Ленинградский фронт                            | Приморская оперативная группа | —                                  |
| 01.04.1943 | Ленинградский фронт                            | Приморская оперативная группа | —                                  |
| 01.05.1943 | Ленинградский фронт                            | Приморская оперативная группа | —                                  |
| 01.06.1943 | Ленинградский фронт                            | Приморская оперативная группа | —                                  |
| 01.07.1943 | Ленинградский фронт                            | Приморская оперативная группа | —                                  |
| 01.08.1943 | Ленинградский фронт                            | Приморская оперативная группа | —                                  |
| 01.09.1943 | Ленинградский фронт                            | Приморская оперативная группа | —                                  |
| 01.10.1943 | Ленинградский фронт                            | Приморская оперативная группа | 43-й стрелковый корпус             |
| 01.11.1943 | Ленинградский фронт                            | 2-я ударная армия             | —                                  |
| 01.12.1943 | Ленинградский фронт                            | 2-я ударная армия             | 43-й стрелковый корпус             |
| 01.01.1944 | Ленинградский фронт                            | 2-я ударная армия             | 43-й стрелковый корпус             |
| 01.02.1944 | Ленинградский фронт                            | 2-я ударная армия             | 43-й стрелковый корпус             |
| 01.03.1944 | Ленинградский фронт                            | 2-я ударная армия             | 43-й стрелковый корпус             |
| 01.04.1944 | Ленинградский фронт                            | 59-я армия                    | —                                  |
| 01.05.1944 | Ленинградский фронт                            | 2-я ударная армия             | 43-й стрелковый корпус             |
| 01.06.1944 | Ленинградский фронт                            | 2-я ударная армия             | 124-й стрелковый корпус            |
| 01.07.1944 | Ленинградский фронт                            | 2-я ударная армия             | —                                  |
| 01.08.1944 | Ленинградский фронт                            | 2-я ударная армия             | 124-й стрелковый корпус            |
| 01.09.1944 | 3-й Прибалтийский фронт                        | 42-я армия                    | 124-й стрелковый корпус            |
| 01.10.1944 | 3-й Прибалтийский фронт                        | 42-я армия                    | 124-й стрелковый корпус            |
| 01.11.1944 | 3-й Прибалтийский фронт                        | 42-я армия                    | 110-й стрелковый корпус            |
| 01.12.1944 | 3-й Прибалтийский фронт                        | 42-я армия                    | 124-й стрелковый корпус            |
| 01.01.1945 | 3-й Прибалтийский фронт                        | 42-я армия                    | 14-й гвардейский стрелковый корпус |
| 01.02.1945 | 2-й Прибалтийский фронт                        | 22-я армия                    | 14-й гвардейский стрелковый корпус |
| 01.03.1945 | 2-й Прибалтийский фронт                        | 22-я армия                    | 14-й гвардейский стрелковый корпус |
| 01.04.1945 | Ленинградский фронт (Курляндская группа войск) | 10-я гвардейская армия        | 110-й стрелковый корпус            |
| 01.05.1945 | Ленинградский фронт (Курляндская группа войск) | 22-я армия                    | 110-й стрелковый корпус            |

### Награды и наименования
| Награда (наименование)             | Дата                  | За что получена |
| ---------------------------------- | --------------------- | --- |
| имени М. И. Калинина               | 02.12.1931            | |
| Орден Красного Знамени             | 27 сентября 1943 года | Награждена указом Президиума Верховного Совета СССР от 27 сентября 1943 года в ознаменоание 25-ти летия 48 стрелковой дивизии имени М. И. Калинина и за боевые заслуги перед Родиной в дни Отечественной войны. |
| Почетное наименование «Ропшинская» | 21 января 1944 года   | Присвоено приказом Верховного Главнокомандующего № 08 от 21 января 1944 года за отличие в боях при освобождении города Ропша                                                                                    |
| Орден Октябрьской Революции        | 1985 год              | |

### Отличившиеся воины дивизии
| Награда | Ф. И. О.                    | Должность                        | Звание  | Дата награждения | Примечания |
| ------- | --------------------------- | -------------------------------- | ------- | ---------------- | ---------- |
|         | Собянин, Гавриил Епифанович | Снайпер 301-го стрелкового полка | рядовой | 29 июня 1945     | посмертно  |

## Послевоенное время
После войны переформирована в 69-ю механизированную дивизию.
После войны дивизия дислоцировалась в Прибалтике, затем в Одесском военном округе. В 1957—1964 годах именовалась как 118-я мотострелковая дивизия.
В 1964 году переименована в 48-ю мотострелковую дивизию.
По состоянию на 1968 год дивизия входила в состав 14-й гвардейской армии Одесского ВО. В августе 1967 года дивизия принимала участие в операции «Родопы». В августе 1968 года дивизия под командованием генерал-майора Гуськова была передислоцирована из города Болград Одесской области в юго-западную Словакию и южную Моравию. Дивизия была во втором эшелоне группировки, которая была введена в Чехословакию.

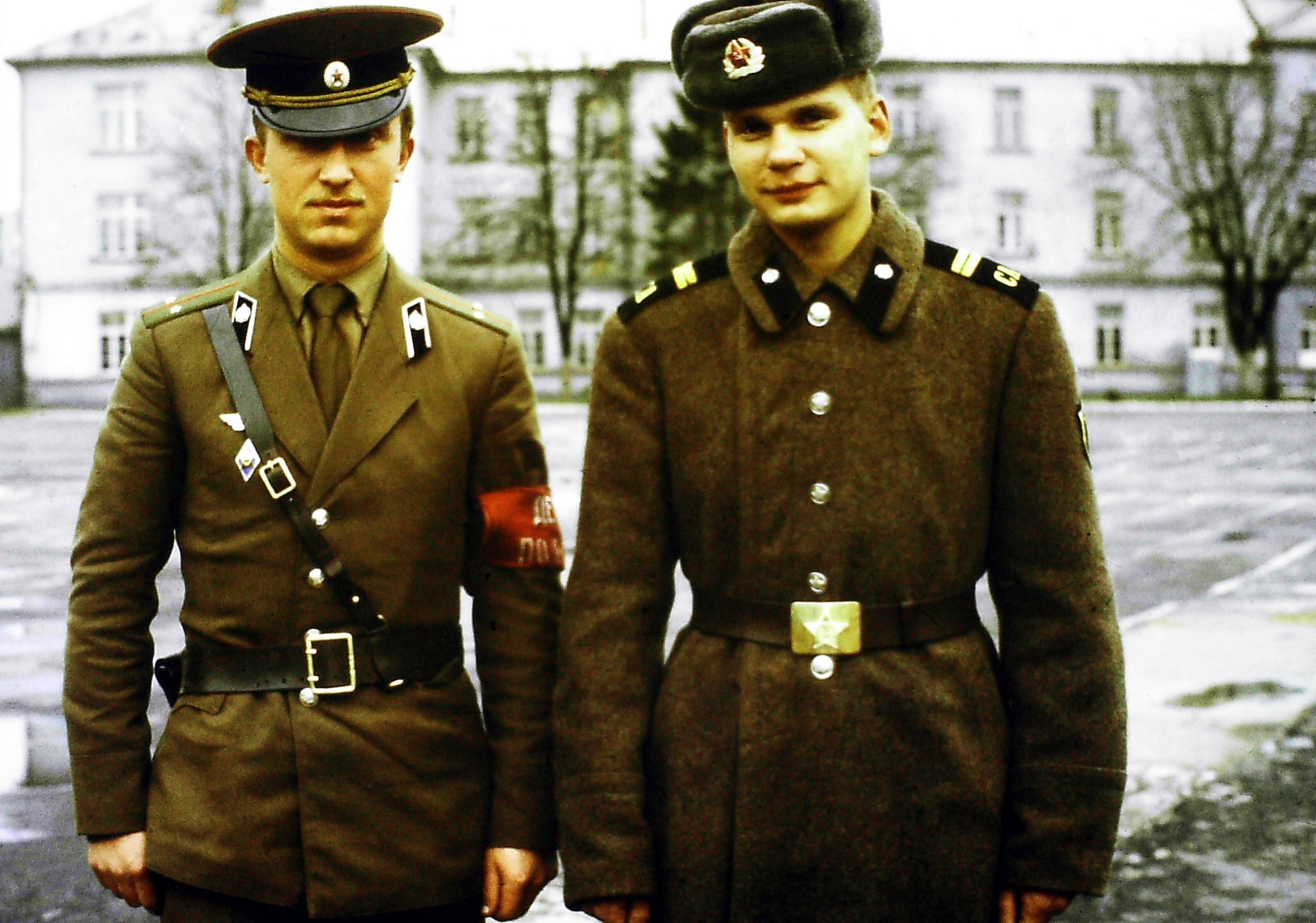
118-й отдельный инженерно-сапёрный батальон в Високе-Мито, 1987

До 1990 года дивизия находилась в составе Центральной группы войск (ЦГВ).
Учения дивизии проводились на полигоне Либава (32,7 тыс. га) в Моравии.
К началу 1989 года 210-й мотострелковый полк из состава дивизии был передан в состав 18-й гвардейской мотострелковой дивизии. Вместо него в состав дивизии вошёл 322-й мотострелковый полк 31-й танковой дивизии. Также из состава дивизии был выведен 440-й ракетный дивизион, обращённый на формирование 442-й ракетной бригады.
26 февраля 1990 года в Москве было подписано соглашение о полном выводе советских войск из ЧССР.
48-я мотострелковая дивизия была выведена на 1-м этапе вывода войск из Чехословакии с 26 февраля по 31 мая 1990 год и была передислоцирована в посёлок городского типа Клугино-Башкировка Чугуевского района Харьковской области в военный городок расформированной 75-й гвардейской тяжёлой танковой дивизии.
В соответствии с постановлением Совета Министров СССР № 587-86 от 16.06.90, 48-я мотострелковая дивизия передана в состав войск КГБ СССР. В августовском путче дивизия не участвовала, хотя была в повышенной боевой готовности. С июля 1990 года по август 1991 года в состав дивизии входил 255-й гвардейский мотострелковый полк, который затем вошёл в состав вновь сформированной 82-й мотострелковой дивизии с дислокацией в г. Волгоград.
В соответствии с Указом Президента СССР №УП12469 от 27.08.91 «О передаче соединений и частей войск КГБ СССР» 48-я мотострелковая дивизия КГБ СССР возвращена в состав МО СССР и в соответствии с директивой МО СССР № 314/3/01131 от 11.09.91 переименована в 48-ю мотострелковую дивизию и передана в состав Киевского военного округа.
В соответствии с директивой МО Украины № 115/1/050 от 17.3.1992, 48-я мотострелковая дивизия передана в состав Национальной гвардии Украины.
В соответствии с приказом Командующего НГУ № 026 от 25.08.1992, 48-я мотострелковая дивизия переименована в 6-ю дивизию Национальной гвардии Украины. В декабре 1999 года 6 дНГУ стала 6-й механизированной дивизией ВС Украины. Далее от 6-й механизированной дивизии осталась только одна 92-я отдельная механизированная бригада ВС Украины.

## Состав
- 146-й стрелковый полк (до сентября 1939)
- 268-й стрелковый полк
- 301-й стрелковый полк
- 328-й стрелковый полк (до 07.10.1941 и с 30.06.1943)
- 527-й стрелковый полк (с 28.09.1941 по 25.06.1943)
- 323-й артиллерийский полк (с 13.09.1941 по 23.10.1941)
- 10-й лёгкий артиллерийский полк (до 20.10.1941 и с 23.10.1941)
- 14-й гаубичный артиллерийский полк
- 127-й отдельный истребительно-противотанковый дивизион (до 01.08.1941 и с 23.07.1942)
- 380-й (48-й) миномётный дивизион (с 23.10.1941 по 10.10.1942)
- 85-й разведывательная рота
- 118-й сапёрный батальон
- 67-й отдельный батальон связи (813-я отдельная рота связи)
- 34-й медико-санитарный батальон
- 274-я (67-я) отдельная рота химический защиты
- 365-я (71-я) автотранспортная рота
- 304-я полевая хлебопекарня
- 271-й дивизионный ветеринарный лазарет
- 995-я полевая почтовая станция
- 674-я полевая касса Госбанка

- 210-й мотострелковый полк;
- 265-й гвардейский мотострелковый полк;
- 333-й мотострелковый полк;
- 285-й артиллерийский полк;
- 716-й зенитный артиллерийский полк;
- 266-я отдельная реактивная батарея;
- 88-й отдельный ремонтно-восстановительный батальон;
- 125-й отдельный автотранспортный батальон.

- управление дивизии — Высоке Мито;
- 210-й мотострелковый полк — Рокитнице в Орлицких горах;
- 265-й гвардейский мотострелковый полк — Высоке Мито;
- 333-й мотострелковый полк — Ческа-Тршебова;
- 375-й танковый полк — Шумперк;
- 55-й отдельный танковый батальон — Шумперк;
- 585-й артиллерийский полк — Клаштерец над Орлици;
- 716-й зенитно-ракетный полк — Червена Вода;
- 328-й отдельный ракетный дивизион — Ческа-Тршебова;
- 258-й отдельный противотанковый дивизион — Клаштерец над Орлици;
- 31-й отдельный разведывательный батальон — Высоке Мито;
- 118-й отдельный инженерно-сапёрный батальон — Высоке Мито;
- 813-й отдельный батальон связи — Высоке Мито;
- ?-я отдельная рота химической защиты — Высоке Мито;
- 909-й отдельный батальон материального обеспечения — Высоке Мито;
- 88-й отдельный ремонтно-восстановительный батальон — Высоке Мито;
- 34-й отдельный медицинский батальон — Высоке Мито;
- отдельная комендантская рота (Высоке Мито).

- управление дивизии — Высоке Мито;
- 265-й гвардейский мотострелковый полк — Высоке Мито;
- 333-й мотострелковый полк — Ческа-Тршебова;
- 322-й мотострелковый полк — Оломоуц;
- 375-й танковый полк — Шумперк;
- 55-й отдельный танковый батальон — Шумперк;
- 585-й артиллерийский полк — Клаштерец над Орлици;
- 716-й зенитно-ракетный полк — Червена Вода;
- 258-й отдельный противотанковый дивизион — Клаштерец над Орлици;
- 31-й отдельный разведывательный батальон — Высоке Мито;
- 118-й отдельный инженерно-сапёрный батальон — Высоке Мито;
- 813-й отдельный батальон связи — Высоке Мито;
- 308-й отдельный батальон химической защиты — Высоке Мито;
- 909-й отдельный батальон материального обеспечения — Высоке Мито;
- 88-й отдельный ремонтно-восстановительный батальон — Высоке Мито;
- 34-й отдельный медицинский батальон — Высоке Мито;
- отдельная комендантская рота (Высоке Мито).

- управление дивизии — Башкировка, Чугуев;
- 265-й гвардейский мотострелковый полк — Башкировка, Чугуев;
- 1335-й мотострелковый полк (бывший 375-й танковый полк) — Башкировка, Чугуев;
- 333-й мотострелковый полк — Волгоград;
- 585-й артиллерийский полк — сначала весь полк в Башкировка, потом часть полка переместилась в Одесскую область, другая в Волгоград;
- 718-й зенитный ракетный полк — Волгоград;
- 353-й отдельный учебный батальон;
- 31-й отдельный разведывательный батальон;
- 813-й отдельный батальон связи;
- 88-й отдельный ремонтно-восстановительный батальон;
- 409-й отдельный батальон материального обеспечения;
- 34-й отдельный медицинский батальон;
- 99-я отдельная инженерно-сапёрная рота (бывший 118-й оисб);
- 348-я отдельная рота химической защиты.

## Командиры
- Логофет, Дмитрий Николаевич (21.10.1919 — 05.07.1920)
- Баранович, Ефим Викентьевич (05.07.1920 — 27.09.1923)
- Серышев, Степан Михайлович (07.1924 — 10.1924)
- Раудмец, Иван Иванович (10.1924 — 11.1926) (арестован 11.07.1937, расстрелян 9.09.1937, реабилитирован)
- Максимов, Иван Фёдорович (12.1926 — 01.1929) (арестован 15.10.1938, расстрелян 16.04.1939, реабилитирован)
- Бондарь, Георгий Иосифович (01.1929 — 05.1929) (арестован 15.08.1938, расстрелян 10.03.1939, реабилитирован)
- Угрюмов, Леонтий Яковлевич (25.06.1929 — 10.07.1931) (арестован 21.05.1937, расстрелян 14.08.1937, реабилитирован)
- Вольпе, Абрам Миронович (15.11.1931 — 05.1933) (арестован 2.07.1937, расстрелян 14.07.1937, реабилитирован)
- Ковалёв, Давид Михайлович (1933—05.01.1938), с 26.11.1935 комбриг (арестован 25.01.1938, расстрелян 20.06.1938, реабилитирован)
- Гусев, Дмитрий Николаевич (03.1937 — 15.06.1937, врид), полковник
- Зыков, Пётр Максимович (15.06.1937 — 18.03.1938), полковник
- Богданов, Павел Васильевич (18.03.1939 — 23.06.1941), комбриг, с 05.06.1940 генерал-майор (сдался в плен 17.07.1941 года, в плену сотрудничал со врагом, расстрелян 24.4.1950)[1]
- Муравьёв, Карп Трифонович (24.06.1941 — 23.07.1941), полковник
- Романцов, Иван Данилович (24.07.1941 — 29.09.1941), подполковник
- Угрюмов, Николай Степанович (30.09.1941 — 06.10.1941), полковник
- Сафронов, Афанасий Иванович (07.10.1941 — 17.03.1944),полковник, с 25.09.1943 генерал-майор (умер 18.03.1944 от контузии, похоронен в г. Ломоносов Ленинградской области)
- Дамберг, Вольдемар Францевич (20.03.1944 — 10.06.1944), генерал-майор
- Кожевников, Яков Иванович (11.06.1944 — 06.03.1945), полковник
- Лукьянов, Дмитрий Акимович (12.03.1945 — 03.1946), генерал-майор
- Гнедин, Пётр Виссарионович (08.1946 — 24.06.1947), генерал-майор
- Краснов, Анатолий Андреевич (24.06.1947 — 04.08.1948), генерал-майор
- Ерёменко, Александр Павлович (20.10.1953 — 18.07.1955), полковник, с 31.05.1954 генерал-майор танковых войск
- Невядомский, Игорь Станиславович (17.09.1958 — 13.11.1963), полковник, с 9.05.1961 генерал-майор
- Архипов, Иван Фёдорович (13.11.1963 — 26.08.1965), полковник, с 16.06.1965 генерал-майор
- Гуськов, Алексей Иванович (26.08.1965 — 15.05.1969), полковник, с 7.05.1966 генерал-майор
- Шатовский, Леонид Степанович (15.05.1969 — 21.06.1972), полковник, с 29.04.1970 генерал-майор
- Тепловодский, Олег Степанович (с 21.06.1972 — ?), полковник, с 4.11.1973 генерал-майор
- .полковник Иванов с июль-август 1974 г
- Русаков (1980—1984), полковник, генерал-майор
- Миронов (1984—1986), полковник
- Шкидченко, Владимир Петрович (июль 1988—1990), полковник, генерал-майор
- Бугаев (1990—1992), полковник[10]

## Начальники штаба
- Пуркаев, Максим Алексеевич (хх.10.1928 — 10.01.1930)